# Caac
Pour les articles homonymes, voir CAAC.
Le caac est une langue kanak du nord, parlé par environ 890 locuteurs (1996) néo-calédoniens dans la commune de Pouébo et ses alentours.
Il est classé dans la branche océanienne des langues austronésiennes. Cet idiome est en danger.